# Husby-Rekarne församling
Husby-Rekarne församling är en församling i Rekarne kontrakt i Strängnäs stift. Församlingen ligger i Eskilstuna kommun i Södermanlands län. Församlingen ingår i Husby-Rekarne och Näshulta pastorat.

## Administrativ historik
Församlingen har medeltida ursprung och utgjorde till 1962 ett eget pastorat. Från 1962 var den moderförsamling i ett pastorat tillsammans med Näshulta församling. Före den 1 januari 1886 (ändring enligt beslut den 17 april 1885) var namnet Husby församling.

## Kyrkor
- Husby-Rekarne kyrka